# Pousos
Pour les articles homonymes, voir Pouso.
Pousos est une freguesia portugaise située dans le District de Leiria.
Avec une superficie de 15,79 km2 et une population de 7 325 habitants (2001), la paroisse possède une densité de 463,9 hab/km2.